# Музикално-драматичен театър „Константин Кисимов“
Музикално-драматичен театър „Константин Кисимов“ е държавен театър и културен център във Велико Търново.

## История
На 14 март 1871 г. в града се провежда първата театрална постановка. Първата театрална трупа се създава през 1870. За нуждата на театъра се закупуват декори, костюми от градовете Лондон, Мюнхен, Виена и Букурещ. В сградата на Читалище „Надежда 1896“ се създава първия театрален салон.
На 14 юли 1952 г. в Търново се създава професионален окръжен театър. Преди това, в града са съществували няколко любителски театри в Търново, Горна Оряховица и Трявна. На 20 април 1971 г. тържествено се открива новата театрална сграда с постановката „Под игото“ на режисьора Симеон Шивачев. От 1959 до 1963 година, всяка година са се играли над 400 представления. Големия салон на театралната сграда е с капацитет 644 седящи места. През периода на социализма театърът е бил именуван Държавен народен театър – Велико Търново. През първите години в театърът са играли актьорите:Елена Стефанова, Петър Петров, Ана Лазарова, Бистра Влахова, Стилиян Анастасов.